# Oselvar
Un oselvar, oselver ou strandebarmer est un type de petit bateau à rames et voiles en bois construit traditionnellement et utilisé le long de la côte ouest de la Norvège et en Écosse depuis le XVIe siècle.

## Caractéristiques

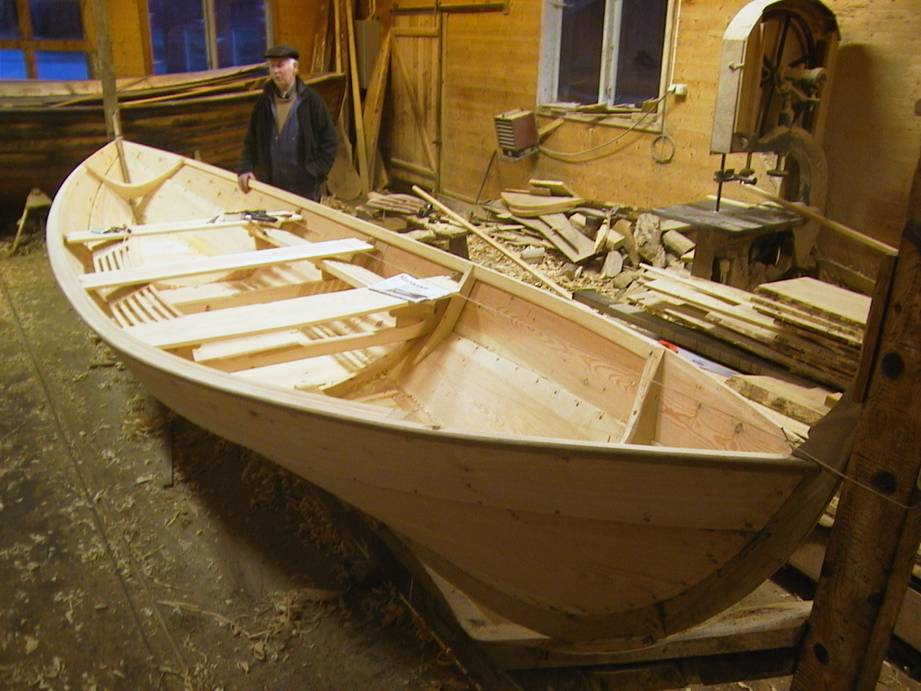
Un oselvar en construction.

L'oselvar est un bateau à un mât, à bordages à clin avec de fines planches très larges. Presque toutes les parties d'un oselvar sont en pin, avec seulement la quille en chêne,.

## Historique

Oselvar sur les armoiries de la commune d'Os

Datant d'au moins les années 1500 et se poursuivant jusqu'en 1860, ces bateaux étaient principalement exportés démontés en kit vers les îles Shetland et les Orcades. Au lieu d'envoyer des instructions de montage, des constructeurs de bateaux norvégiens accompagnaient le chargement.
Ce type de bateau est très répandu dans les régions périphériques du Hordaland depuis des centaines d’années. Il a été nommé d'après le site de construction majeur de ce type de bateau au XVIIIe siècle, à l'embouchure de la rivière Oselva, à Os, dans le comté de Hordaland. Au début des années 1800, la construction de bateaux était une industrie importante à Os et dans le village voisin de Tysnes, de l'autre côté du fjord.
La figure stylisée d'un Oselvar apparaît sur le blason de la municipalité d'Os.
Le bateau Oselvar, adaptation du processus d’enseignement traditionnel de sa construction et son utilisation dans un contexte moderne est inscrit sur le registre des meilleures pratiques de sauvegarde par l'UNESCO en 2016.

## Courses
Bien qu’il s’agisse au départ d’un bateau de travail à voile, il constitue également une longue tradition de bateau de plaisance. La première régate a été organisée par l'Association Voile de Bergen sur le jour de la Saint-Jean en 1871. Aujourd'hui, plusieurs clubs et associations de voile sont engagés dans la promotion des traditions de l'oselvar, à la fois en tant que sport et loisirs bateau. En 2009, le bateau a été élu bateau national norvégien lors d'un sondage organisé par la Société norvégienne de sauvetage en mer.